# 7042 Carver
7042 Carver eller 1933 FE1 är en asteroid i huvudbältet, som upptäcktes 24 mars 1933 av den tyske astronomen Karl Wilhelm Reinmuth i Heidelberg. Den har fått sitt namn efter den amerikanske botanikern och uppfinnaren George Washington Carver.
Asteroiden har en diameter på ungefär 4 kilometer.